# 山中温泉文化会館
山中温泉文化会館（やまなかおんせんぶんかかいかん）は、石川県加賀市山中温泉西桂木町にあるコンベンション施設。

## 概要
1973年（昭和48年）4月に設置された鉄筋コンクリート造、半地下1階、地上2階建ての施設である。建物内にはワンフロア型式の大フロア（1階移動席700席、2階固定席458席）、第1会議室（収容能力50人）、第2会議室（収容能力30人）、特別会議室A（円卓）、特別会議室B（円卓）がある。
建物内には山中温泉地区まちづくり推進協議会、山中温泉観光協会、山中温泉旅館組合、山中商工会、山中ロータリークラブの5団体の事務所があった。しかし、耐震基準を満たしておらず、2024年（令和6年）1月1日の能登半島地震では壁面や床面のひび割れ、窓ガラスの破損、大ホールの天井材やつり天井材の剝落や落下が確認された。建物の骨組みも損傷しているおそれがあり、同年1月17日に加賀市は市議会総務経済委員会で施設の利用を停止することを報告した。

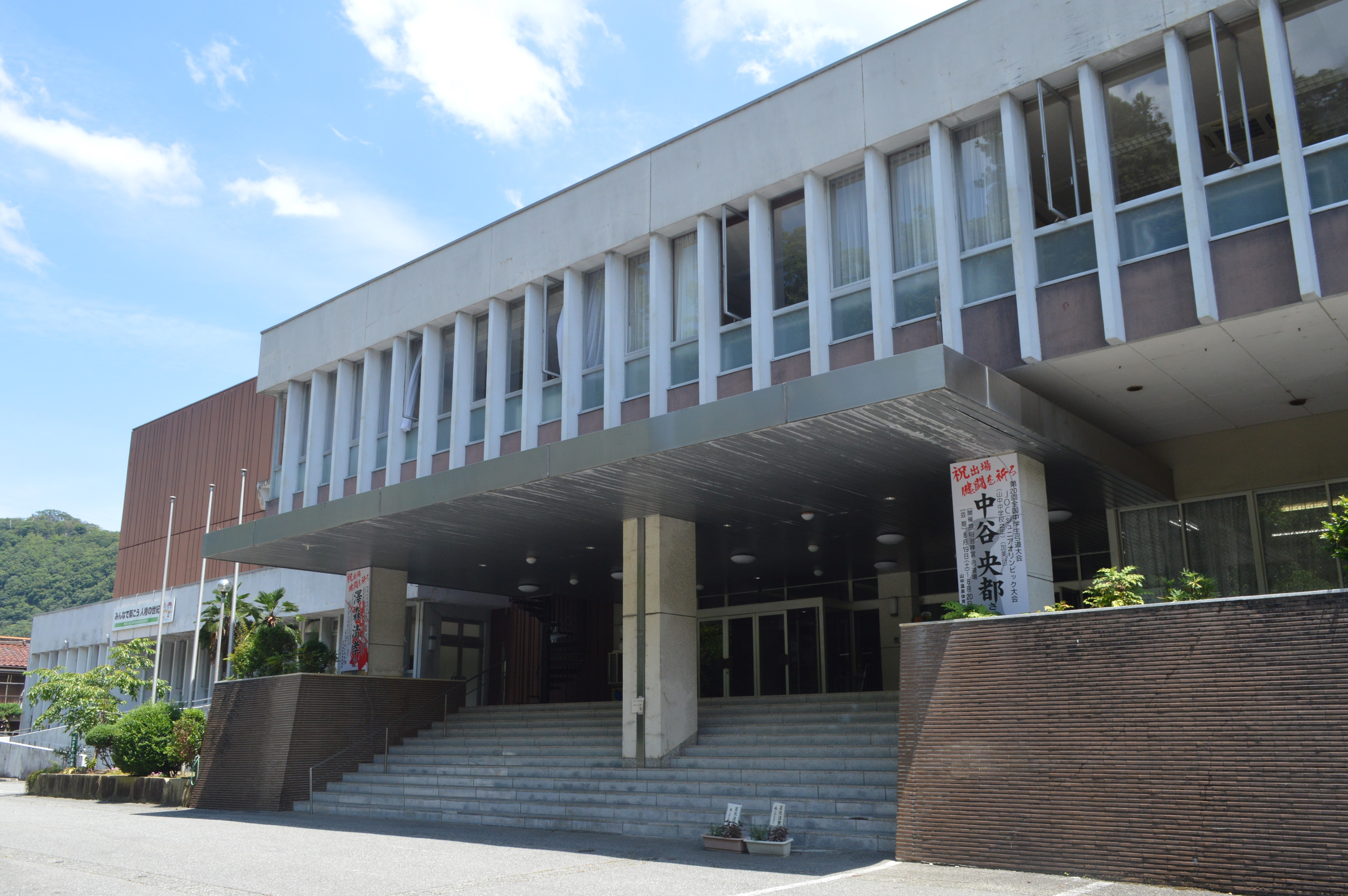
エントランス
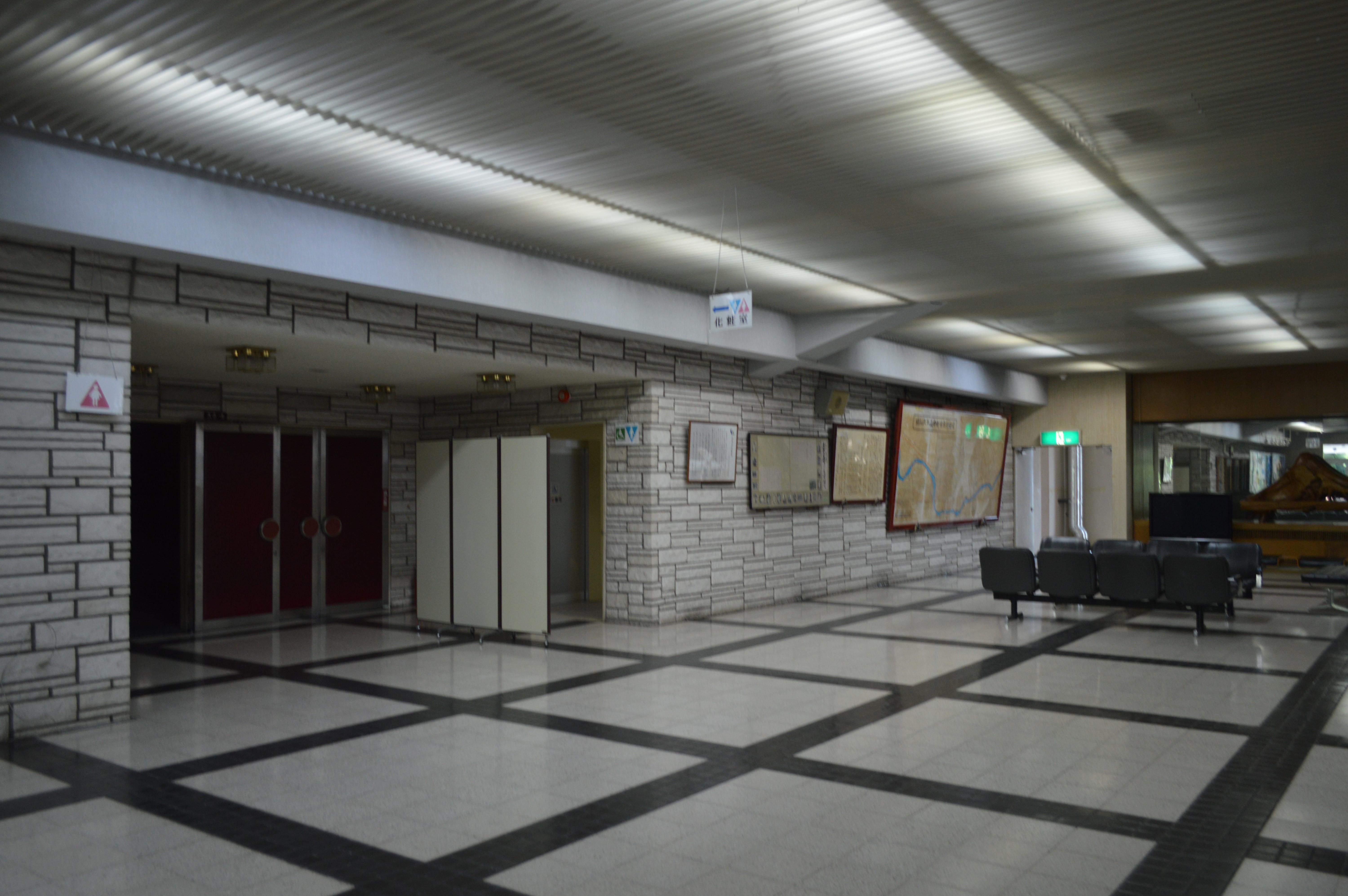
ロビー

## 所在地
- 石川県加賀市山中温泉西桂木町ト5番地1[1]。